# Richard John Sklba
Richard John Sklba (* 11. September 1935 in Racine, Wisconsin; † 21. November 2024 in Milwaukee, Wisconsin) war ein US-amerikanischer römisch-katholischer Geistlicher und Weihbischof in Milwaukee. 

## Leben
Richard John Sklba empfing am 20. Dezember 1959 die Priesterweihe für das Erzbistum Milwaukee.
Papst Johannes Paul II. ernannte ihn am 6. November 1979 zum Weihbischof in Milwaukee und Titularbischof von Castro di Puglia. Der Erzbischof von Milwaukee, Rembert George Weakland OSB, spendete ihm am 19. Dezember desselben Jahres die Bischofsweihe; Mitkonsekratoren waren William Edward Cousins, Alterzbischof von Milwaukee, und Robert Fortune Sanchez, Erzbischof von Santa Fe.
Am 18. Oktober 2010 nahm Papst Benedikt XVI. Sklbas altersbedingten Rücktritt an.